# Соковнин, Николай Михайлович
Никола́й Миха́йлович Соковни́н (9 ноября 1811 — 6 февраля 1894) — русский вице-адмирал. Участник Крымской войны.
Отец члена Государственного совета Алексея Николаевича Соковнина (1851—1907).

## Биография
Родился 9 (21) ноября 1811 года в имении отца в Алексинском уезде Тульской губернии; крещён 23 октября в церкви села Варфоломеево. Происходил из рода Соковниных, основатель которого служил ещё при Иване III; дед — полковник Михаил Николаевич Соковнин (1744—1795); отец — Михаил Михайлович Соковнин (1777—1845) во время Отечественной войны 1812 года служил в Венёвском ополчении.
18 марта 1825 года он поступил кадетом в Морской кадетский корпус; 27 декабря 1827 года произведён в гардемарины. Окончил Морской корпус с производством 22 января 1830 года в чин мичмана и оставлением в офицерском классе, по завершении которого 1 февраля 1833 года был произведён в лейтенанты. В это время, в 1828—1832 годах на корабле «Святой Андрей» и фрегате «Помона» крейсировал в Балтийском море.
В 1833 году переведён на Черноморский флот; на транспорте «Кит» участвовал в переходе из Одессы на Буюкдерский рейд; затем на фрегате «Архипелаг» прибыл в Феодосию. В 1834—1837 года на том же фрегате, корабле «Андрианополь», корветах «Месемврия» и «Ифигения» крейсировал у абхазского побережья. В 1837 году был награждён орденом Св. Станислава 3-й степени.
В 1838 году на фрегате «Штандарт» участвовал в десантной операции у Шапсухо и на фрегате «Браилов» — у Туапсе и был награждён орденом Св. Анны 4-й степени с надписью «За храбрость». В 1839 году служил на кораблях «Императрица Мария», «Султан Махмуд» и брандвахтенном судне «Агамемнон» на Геленджикском рейде.
В 1839—1842 годах командуя тендером «Струя» крейсировал у абхазского побережья, совершил переход в Средиземное море и занял брандвахтенный пост у Евпатории. Во время своего нахождения за границей в районе Дарданелл, наблюдал за птичьими перелетами и «…беспощадно стрелял разного рода птиц для того, чтобы узнать соотношение их веса к площади их крыльев, которые срисовывал из удивления к разным подробностям покроя этих парусов». В результате изучения этого вопроса нашел соотношение между весом птицы и величиной площади её крыльев и определил его так: «Это отношение есть на один фунт веса один квадратный фут площади крыльев».
В 1844 году командовал пароходом «Бессарабия»; 15 апреля 1845 года был произведён в чин капитан-лейтенанта. В 1847 году командовал пароходом «Боец», затем до 1849 года — бригом «Меркурий». В 1849 году был награждён орденом Св. Анны 3-й степени. В 1850—1852 годах командовал 60-пушечным фрегатом «Сизополь» и пароходофрегатом «Херсонес», совершая плавания из Одессы в Константинополь; 30 марта 1852 года произведён в чин капитана 2-го ранга.
В время Крымской войны, с 5 сентября 1854 года по 1 мая 1855 года находился в составе гарнизона Севастополя, командуя левым флангом 4-го бастиона; Командующий русскими войсками в Крыму адмирал князь А.С.Меншиков в одном из своих донесений ноября 1854 года отметил: «44-го флотского экипажа капитан 2 ранга Соковнин, находясь на батарее, действуя днем и ночью против неприятеля и подвергая себя убийственному огню, постоянно показывает пример отличной храбрости». 27 октября 1855 года Соковнин был контужен, но и тогда не оставил бастион. За отличие при обороне Севастополя награждён орденами: Св. Владимира 4-й степени с бантом и Св. Анны 2-й степени с мечами; 6 декабря 1854 года «за отличную храбрость и мужество, оказанные при обороне города Севастополя во время бомбардировки англо-французскими войсками и флотом» произведён в чин капитана 1-го ранга, а 26 ноября 1855 года «за беспорочную выслугу 18-ти морских кампаний» награжден орденом Св. Георгия 4-й степени.
27 июля 1855 года был назначен членом Морского учёного комитета (Высочайший приказ о чинах военных № 33 от 27.07.1855 г.) и переехал в Санкт-Петербург. В 1856 году присутствовал на заседании Морского учёного совета, на котором осуждался проект «воздушного шара для военных надобностей», что стало началом серьёзного увлечения воздухоплаванием. В 1866 году Соковнин выступил с проектом управляемого аэростата. Основные положения проекта Николай Михайлович изложил в виде научно-популярной статьи, которую послал на рассмотрение Морского ученого комитета.. .
Климат столицы отрицательно сказывался на его здоровье и он вернулся в Крым, будучи назначенным 30 марта 1859 года комендантом Феодосии (Высочайший приказ № 237 от 30.3.1859 г.). В 1860 году пожалован императорской короной к ордену Св. Анны 2-й степени; 1 января 1864 года произведён в чин контр-адмирала (Высочайший приказ о чинах военных № 499 от 1.01.1864 г.). В 1866 году награжден орденом Св. Владимира 3-й степени с мечами.
В связи с упразднением должности коменданта Феодосии 9 января 1867 года был произведён в чин вице-адмирала и уволен в отставку (Высочайший приказ по морскому ведомству о чинах военных № 671 от 9.01.1867 г.). В 1868 году награждён орденом Св. Станислава 1-й степени.

Был возвращён на службу 29 декабря 1875 года, с зачислением в Черноморский флот; 20 мая 1877 года назначен помощником начальника приморской обороны Севастополя. В 1881 году награжден орденом Св. Анны 1-й степени.

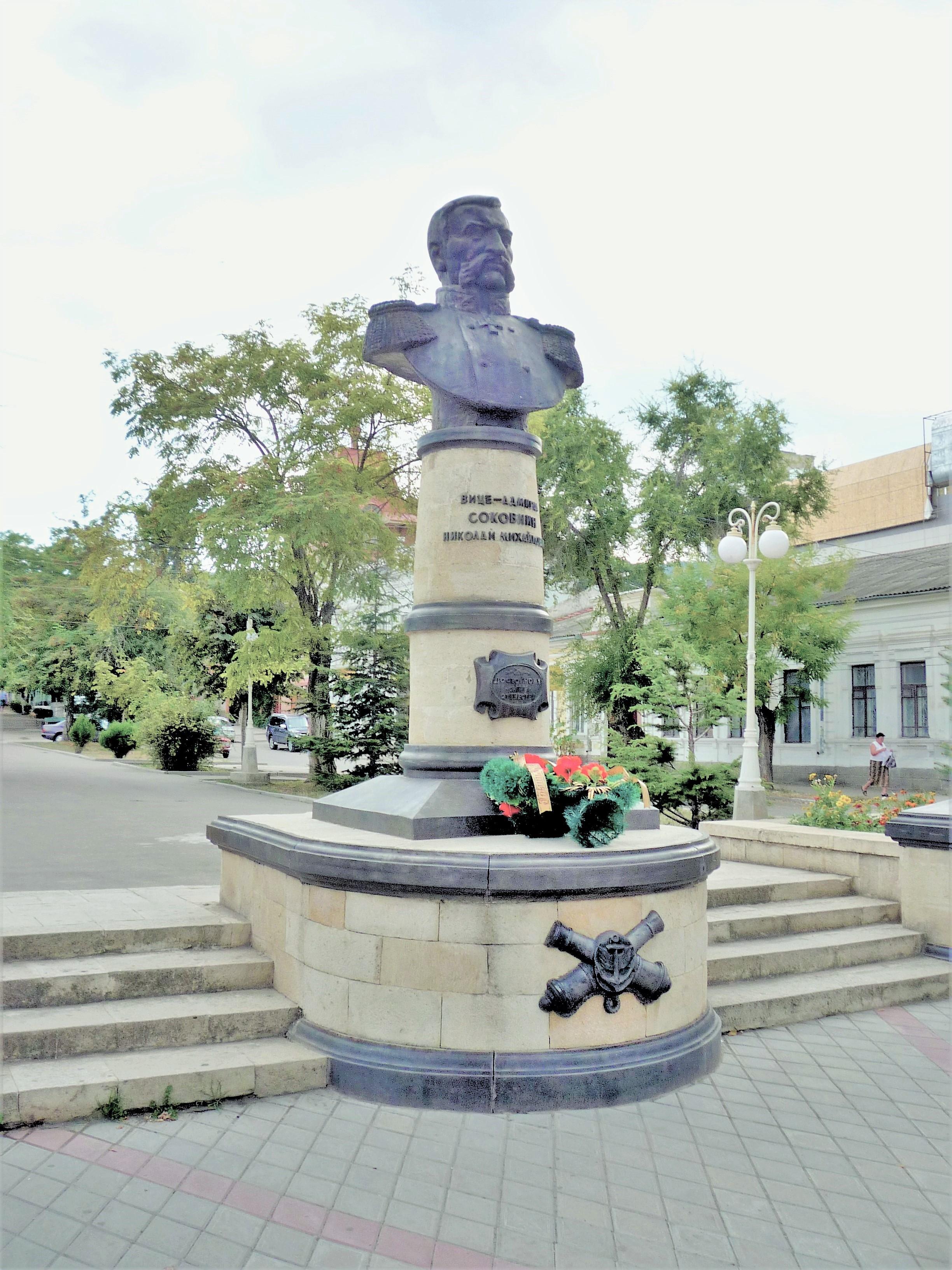
Памятник вице-адмиралу Соковнину Николаю Михайловичу в Феодосии

В 1880 году вместе с Д. И. Менделеевым был инициатором создания при Русском техническом обществе VII Воздухоплавательного отдела.

«Ещё нельзя предвидеть состав Русского общества воздухоплавания, но основатели этого общества уже согласились признать первым почетным членом в России — вице-адмирала Николая Михайловича Соковнина. Николай Михайлович стал не столько почетным, сколько одним из самых активных членов основания Русского общества воздухоплавания»— журнал «Воздухоплаватель», 1 ноября 1880 года
При участии Менделеева и Соковнина было основано «Товарищество по постройке воздухоплавательного корабля „Россия“». На паевые взносы членов Товарищества был дан заказ судоверфи в Петербурге в 1882 году приступить к сооружению дирижабля. Но Товарищество исчерпало свои ресурсы, а обращение к военному министру понимания не нашло.
С 5 марта 1882 года состоял при управляющим Морским министерством; 20 мая 1885 года зачислен по флоту.
Умер 6 (18) февраля 1894 года. Погребён в монастыре на Фиоленте вместе с женой Любовью Петровной (урождённой Папенгут; 1818—1884).
На Адмиральском бульваре в Феодосии в 2002 году Соковнину был установлен памятник (скульптор Валерий Зенонович Земеховский).
Дочери Н. М. Соковнина: 
- Софья (1853—?). Муж — Иван Ставрович Грамматиков (1841—1896), мировой судья в Феодосии, брат Егора Ставровича Грамматикова, управляющего имениями Соковнина в Тульской губернии (село Озерки и деревня Михайловка Чернского уезда, село Большое Выгоничное Ефремовского уезда).
- Вера (1856—?), была замужем за Георгием Ноэлевичем Перионом (1849—после 1923[5]). У супругов было три дочери — Наталья (1877–?), Алла (1880–1928, США), Александра (1884–?) и сын — Михаил[6]. Их внучка (дочь Натальи) — Екатерина Константиновна Кюн была расстреляна органами ЧК.[7][8][9]
- Надежда (1858—1912), в замуж. Ларий.
- Мария (1861—?). Ее муж — Ипполит Тимофеевич Свищевский, офицер кавалерии, брат Д.Т. Свищевского.

## Комментарии
1. ↑  В 1866 году издал свою работу «Воздушный корабль» — обстоятельный и во многом новаторский труд, в котором описал разработанную им схему жёсткого дирижабля. Предлагал построить полусферический аэростат, плоский снизу, применить жёсткий корпус из тонкостенных металлических труб, разделённый на двенадцать отсеков, наполненных негорючим аммиаком. Лёгкий газ должен был только облегчить своей подъёмной силой вес конструкции в воздухе. А летать предполагалось за счёт мощной реактивной струи воздуха, которую засасывал из атмосферы специальный двигатель-насос, а потом выталкивал по бокам аппарата из специальных сопл. Соковнин сформулировал требования к аэродинамическим качествам дирижабля и впервые ввёл плоскостной руль высоты. Здесь он впервые выдвинул идею о необходимости специальных карт для воздушной навигации.
2. ↑  Любовь Петровна Соковнина была выпускницей Смольного института. В 1866 году основала в Феодосийское женское училище, ставшее впоследствии женской гимназией, которой оказывал помощь И. К. Айвазовский. Соковнина была попечительницей гимназии и преподавала в ней музыку и пение; учредила стипендии для воспитанниц.